# Xonotzintla
Xonotzintla är en ort i Mexiko.   Den ligger i kommunen Chocamán och delstaten Veracruz, i den sydöstra delen av landet, 220 km öster om huvudstaden Mexico City. Xonotzintla ligger 1 420 meter över havet och antalet invånare är 794.
Terrängen runt Xonotzintla är lite bergig. Runt Xonotzintla är det tätbefolkat, med 427 invånare per kvadratkilometer. Närmaste större samhälle är Córdoba, 17,7 km sydost om Xonotzintla. I omgivningarna runt Xonotzintla växer huvudsakligen savannskog.